# Hisaši Kató
Hisaši Kató (* 24. duben 1956) je bývalý japonský fotbalista.

## Klubová kariéra
Hrával za Verdy Kawasaki, Shimizu S-Pulse.

## Reprezentační kariéra
Hisaši Kató odehrál za japonský národní tým v letech 1978-1987 celkem 61 reprezentačních utkání.

## Statistiky
| Japonsko | Japonsko | Japonsko |
| Roky     | Záp.     | Góly     |
| -------- | -------- | -------- |
| 1978     | 5        | 1        |
| 1979     | 0        | 0        |
| 1980     | 3        | 0        |
| 1981     | 8        | 1        |
| 1982     | 8        | 0        |
| 1983     | 7        | 1        |
| 1984     | 6        | 1        |
| 1985     | 8        | 0        |
| 1986     | 5        | 0        |
| 1987     | 11       | 2        |
| Celkem   | 61       | 6        |